# Arrested
Arrested é o sétimo episódio da quarta temporada da série Modern Family. O episódio foi exibido originalmente pela ABC no dia 7 de novembro de 2012 nos EUA.

## Sinopse
Phil e Claire finalmente tem a temida tarde em que recebem a notícia de que Haley foi presa por beber antes da idade permitida, então eles trazem Mitchell, o advogado da família, no reboque para a delegacia. Cameron fica para trás para cuidar de Alex e Luke, mas eles ficam em alguns percalços loucos sob seus cuidados. Enquanto isso, Jay fica fora do shopping enquanto Glória está lá dentro, mas acaba tendo que lidar com uma visita surpresa de Dede, e tenta fugir dela antes que Gloria chegue em casa para evitar que Dede possa vê-la grávida e tenha outro escândalo em potencial.

## Audiência
Na sua transmissão original americana, "Arrested", foi visto por cerca de 12.430 mil famílias de acordo com a Nielsen Media Research. O episódio conta com o retorno de DeDe (Shelley Long), o episódio contou com um aumento na audiência de 1.810 milhões de pessoas em comparação com o episódio anterior "Yard Sale". Modern Family ficou em primeiro lugar no seu horário.